# Centrum Chrześcijańsko-Demokratyczne
Centrum Chrześcijańsko-Demokratyczne (wł. Centro Cristiano Democratico, CCD) – włoska chadecka partia polityczna, działająca w latach 1994–2002.

## Historia
Partia została założona w styczniu 1994 przez działaczy Chrześcijańskiej Demokracji, rozwiązanej po serii afer korupcyjnych (tzw. Tangentopoli) z udziałem jej polityków. Przystąpili do niej zwolennicy nawiązania współpracy z nowymi siłami na prawicy, w szczególności z Forza Italia.
Sekretarzem krajowym został Pier Ferdinando Casini, zaś stanowisko prezydenta objął Clemente Mastella. CCD od początku wchodziło w skład centroprawicowej koalicji kierowanej przez Silvia Berlusconiego. W pierwszym jego rządzie Clemente Mastella pełnił funkcję ministra pracy, a Francesco D’Onofrio ministra edukacji.
Do Izby Deputowanych w 1994, 1996 i 2001 wprowadzała regularnie po około 20 posłów, w Senacie w tym okresie była reprezentowana przez kilkunastu swoich polityków. W 1994 do Parlamentu Europejskiego wszedł jeden działacz centrum, zaś pięć lat później dwóch kandydatów CCD.
Od 1995 partia blisko współpracowała ze Zjednoczonymi Chrześcijańskimi Demokratami, Rocca Buttiglione, regularnie tworząc wspólne listy wyborcze. W 1998 doszło w CCD do rozłamu, gdy ugrupowanie opuściła grupa zwolenników Clemente Mastelli.
W 2001 po zwycięstwie wyborczym prawicy Pier Ferdinando Casini został przewodniczącym Izby Deputowanych XIV kadencji. Na stanowisku sekretarza krajowego zastąpił go wówczas Marco Follini. W grudniu 2002 CCD i UDC wraz z mniejszymi środowiskami zjednoczyły się, tworząc Unię Chrześcijańskich Demokratów i Centrum.

## Sekretarze CCD
- Pier Ferdinando Casini (1994–2001)
- Marco Follini (2001–2002)[1]